# إمبراير إي إم بي 121 شنجو
إمبراير إي إم بي 121 شنجو  (بالإنجليزية: Embraer EMB 121 Xingu) هي طائرة مدنية أنتجت في 1977 بالبرازيل. من صناعة إمبراير. تستخدم بشكل أساسي من قبل القوات الجوية الفرنسية. كان أول طيران لها في 10 أكتوبر 1976. ومازالت في الخدمة حتى الآن. صنع منها 106 طائرة.

## المستخدمون
- القوات الجوية الفرنسية
- القوات الجوية البرازيلية